# Kim Kintziger
Kim Kintziger, né le 2 avril 1987, est un footballeur international luxembourgeois qui évolue au poste de défenseur central, au FC Differdange 03.

## Carrière

### En club
Kim Kintziger commence sa carrière en 2004 au Swift Hesperange, avant de rejoindre le FC Differdange 03 en 2007.

### En équipe nationale
Il joue son premier match international en octobre 2005 face à l'Estonie. Le 14 novembre 2009, il inscrit jusqu'alors son seul but avec l'équipe nationale, lors d'un match amical contre l'Islande.